# Ightham Mote
Ightham Mote ( /ˈ aɪ t əm ˈ m oʊ t / ), Ightham, Kent est un manoir médiéval. Ightham Mote et ses jardins appartiennent au National Trust et sont ouverts au public. La maison est un bâtiment classé Grade I, et certaines de ses parties sont classées monument historique.

## Histoire

### XIVesiècle-XVIesiècle
Les origines de la maison datent d'environ 1340-1360. Le premier propriétaire enregistré est Thomas Cawne, qui y réside vers le milieu du XIVe siècle. La maison passe par le mariage de sa fille Alice avec Nicholas Haute à leurs descendants, leur petit-fils Richard Haute étant shérif du Kent à la fin du XVe siècle. Il est ensuite acheté en 1521 par le courtisan Richard Clement (d.1538). En 1591, William Selby achète le domaine.

### XVIe siècle-fin XIXe siècle

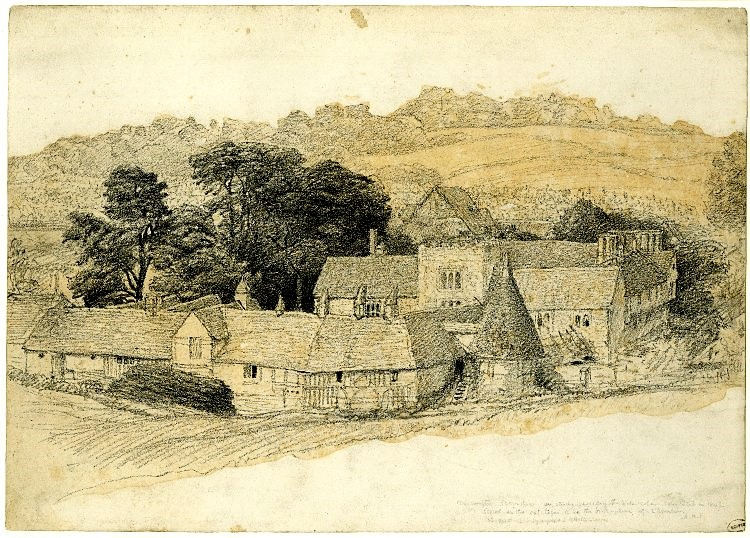
Ightham Mote vers 1828, peinture au badigeon de Samuel Palmer.

La maison reste dans la famille Selby pendant près de 300 ans. William est remplacé par son neveu, également appelé William. Il épouse Dorothy Bonham de West Malling mais n'a pas d'enfants. Les Selby restent jusqu'au milieu du XIXe siècle, lorsque la lignée s'éteint avec Elizabeth Selby, la veuve d'un Thomas qui a déshérité son fils unique. Joseph Nash dessine la maison pour son histoire illustrée en plusieurs volumes Mansions of England in the Olden Time, publiée dans les années 1840. Une peinture à l'aquarelle de couleur brune datée d'environ 1828 par Samuel Palmer montre qu'une partie du bâtiment a été convertie en une oast house.
La maison passe à un cousin, Prideaux John Selby, naturaliste distingué, sportif et scientifique. À sa mort en 1867, il laisse Ightham Mote à une fille, Mme Lewis Marianne Bigge. Son deuxième mari, Robert Luard, change son nom pour Luard-Selby. Ightham Mote est loué en 1887 au magnat des chemins de fer américains William Jackson Palmer et à sa famille. Pendant trois ans, Ightham Mote est un centre pour les artistes et les écrivains du mouvement esthétique avec des visiteurs tels que John Singer Sargent, Henry James et Ellen Terry. Lorsque Mme Bigge meurt en 1889, les exécuteurs testamentaires de son fils Charles Selby-Bigge, un agent foncier du Shropshire, mettent la maison en vente en juillet 1889.

### Fin duXIXesiècle-XXIesiècle
Le manoir est acheté par Thomas Colyer-Fergusson. En 1890-1891, il effectue de nombreuses réparations et restaurations, ce qui permet la survie de la maison après des siècles de négligence. Ightham Mote est ouvert au public un après-midi par semaine au début du XXe siècle.
À la mort de Thomas en 1951, la propriété et le titre de baronnet passent au fils de Max, James. Les coûts élevés d'entretien et de réparation de la maison l’amènent à la vendre et à vendre aux enchères la majeure partie de son contenu. La vente a lieu en octobre 1951 et dure trois jours. Il est proposé de démolir la maison pour récolter le plomb des toits, ou de la diviser en appartements. Trois personnalités locales achètent la maison : William Durling, John Goodwin et John Baldock. Ils paient 5 500 £ pour la pleine propriété, dans l'espoir de pouvoir assurer l'avenir de la maison.
En 1953, Ightham Mote est acheté par Charles Henry Robinson, un Américain de Portland, Maine. Il a connu la propriété pendant des vacances en Angleterre pendant les années 1920, et beaucoup d'années après, il voit la maison à vendre dans Country Life. Il n'y vivait que quatorze semaines par an pour des raisons fiscales. Il effectue de nombreuses réparations urgentes et a en partie remeublé la maison avec des pièces anglaises du XVIIe siècle. En 1965, il annonce qu'il lègue Ightham Mote et son contenu au National Trust. Il meurt en 1985 et ses cendres sont emmurées juste à l'extérieur de la crypte. Le National Trust en prend possession cette année-là.
En 1989, le National Trust lance un ambitieux projet de conservation qui implique de démanteler une grande partie du bâtiment et d'enregistrer ses méthodes de construction avant de le reconstruire. Au cours de ce processus, les effets de siècles de vieillissement, d'altération et l'effet destructeur du scarabée Deathwatch sont mis en évidence. Le projet prend fin en 2004 après avoir révélé de nombreux exemples de caractéristiques structurelles et ornementales qui avaient été recouvertes par des ajouts ultérieurs.

## Architecture

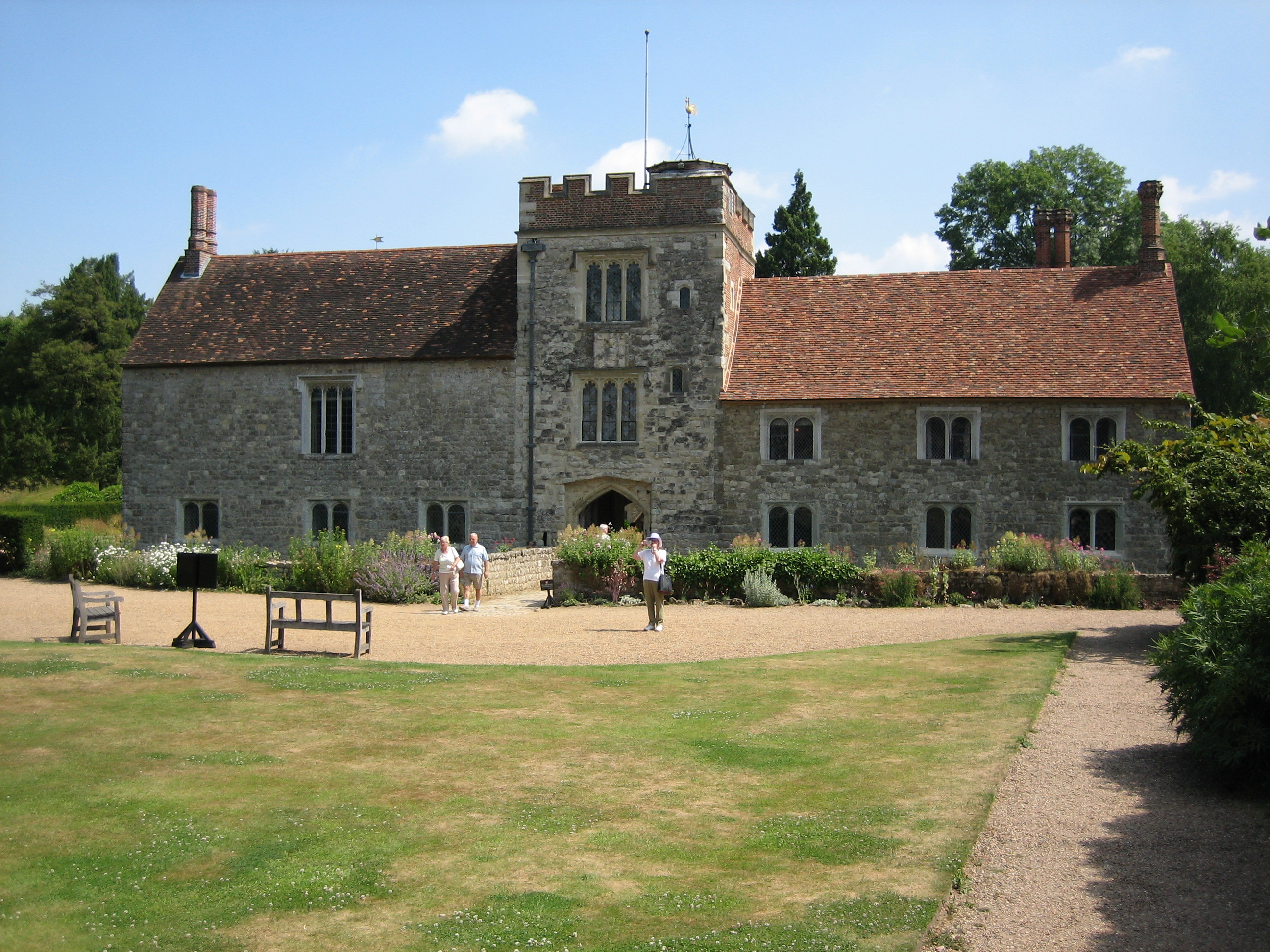
Ightham Mote : la guérite reconstruite dans les années 1480

Datant à l'origine d'environ 1320, le bâtiment est important car il a la plupart de ses caractéristiques d'origine ; Les propriétaires successifs ont effectué relativement peu de changements à la structure principale, après l'achèvement du quadrilatère avec une nouvelle chapelle au XVIe siècle. Pevsner le décrit comme "le petit manoir médiéval le plus complet du comté", et il reste un exemple qui montre à quoi de telles maisons auraient ressemblé au Moyen Âge. Contrairement à la plupart des maisons à cour de ce type dont une partie a été démolie de sorte que la maison regarde vers l'extérieur, Nicholas Cooper observe qu'Ightham Mote entoure entièrement sa cour et regarde vers l'intérieur, offrant peu d'informations à l'extérieur. La construction est en « ragstone du Kent et en brique rouge terne », les bâtiments de la cour ayant été à l'origine construits en bois puis reconstruits en pierre.

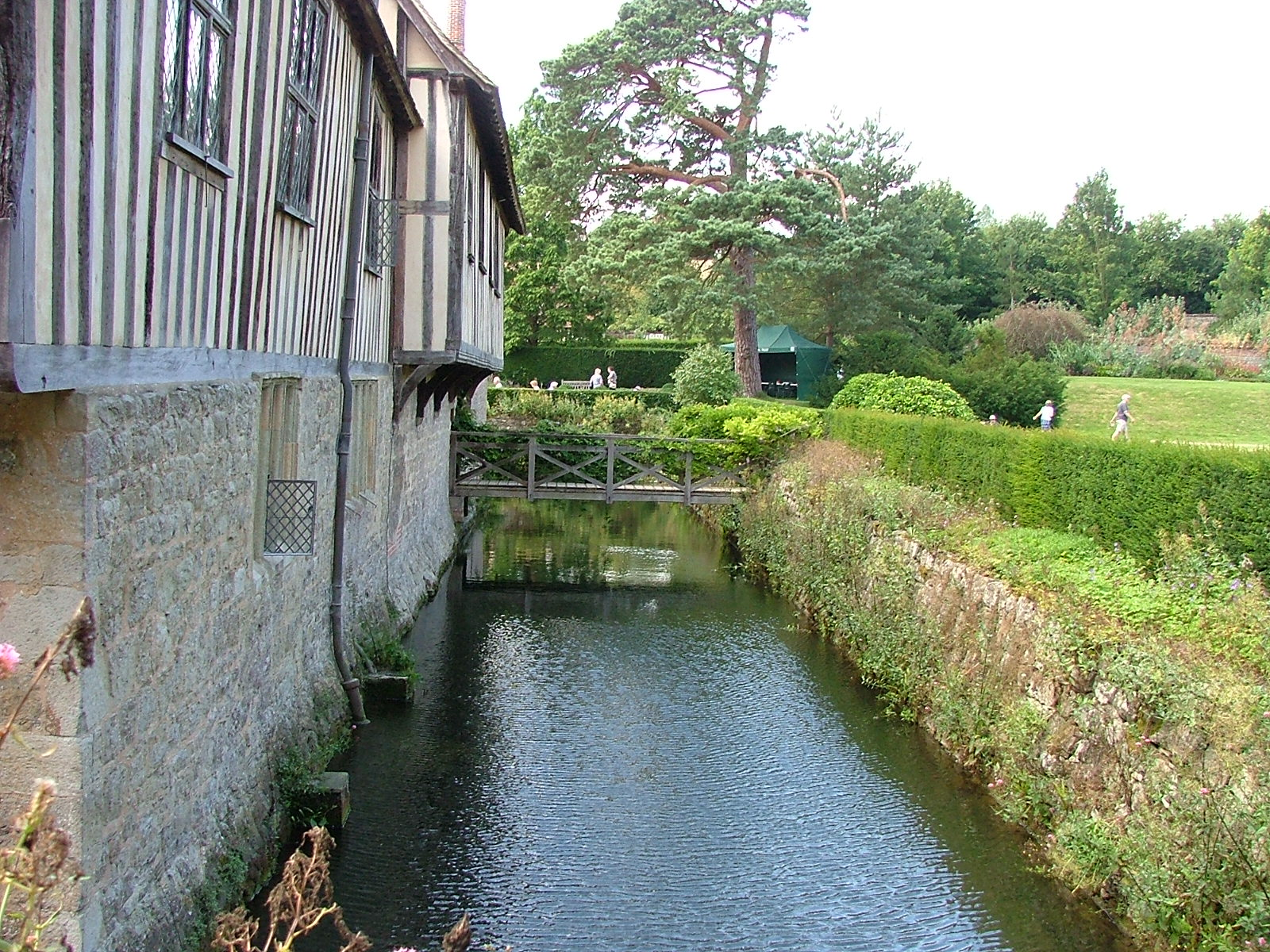
Les douves d'Ightham Mote

La maison compte plus de 70 pièces, toutes disposées autour d'une cour centrale, « l'enceinte circonscrite par les douves ». La maison est entourée de toutes parts par un fossé carré, traversé par trois ponts. La première preuve qui subsiste est celle d'une maison du début du XIVe siècle, avec la grande salle, à laquelle étaient reliés, à l'extrémité haute ou dais, la chapelle, la crypte et deux solars. La cour est entièrement fermée par incréments sur son site restreint de douves, et la tour crénelée est construite au XVe siècle. Très peu du XIVe siècle survit à l'extérieur derrière la reconstruction et les rénovations des XVe et XVIe siècles.
Les structures comprennent des éléments inhabituels et distinctifs, tels que le strabisme du portier, une fente étroite dans le mur conçue pour permettre à un portier d'identifier un visiteur avant d'ouvrir la porte. Une loggia ouverte avec une galerie du XVe siècle au-dessus, relie les logements principaux. La cour contient un grand chenil du XIXe siècle. La maison contient deux chapelles; la nouvelle chapelle, datant de 1520, a un toit en berceau décoré de roses Tudor. Les parties de l'intérieur sont transformées par Richard Norman Shaw.

## Sources
- Olive Cook, The English House Through Seven Centuries, London, Penguin, 1984 (ISBN 9780140067385, lire en ligne )
- Catriona Elizabeth Cooper, The exploration of lived experience in medieval buildings through the use of digital technologies, université de Southampton, 2014 (lire en ligne)
- Nicholas Cooper, Houses of the Gentry 1480-1680, New Haven and London, Yale University Press, 1999 (ISBN 9780300073904, OCLC 890145910)
- Patrick Grattan, Oasts and Hop Kilns, a History, Liverpool and Swindon, Liverpool University Press for Historic England, 2021 (ISBN 978-1-78962-251-5)
- John Newman, Kent: West and The Weald, New Haven and London, Yale University Press, coll. « The Buildings of England », 2012 (ISBN 9780300185096, lire en ligne)
- Nigel Nicolson, Ightham Mote, London, The National Trust, 1998 (ISBN 9781843591511, lire en ligne)
- Margaret Wood, The English Medieval House, London, Studio Editions, 1996 (ISBN 9781858911670, OCLC 489870387)
- Christopher Simon Sykes, Ancient English Houses 1240-1612 (London: Chatto & Windus) 1988